# Hennessy
Hennessy [ɛnɛsi] — французский коньячный дом. Вместе с французским производителем шампанских вин Moët & Chandon входит в состав французского холдинга Louis Vuitton — Moët Hennessy.

## История
Коньячный дом Hennessy основан в 1765 году капитаном Ричардом Хеннесси — якобитом, служившим в ирландском батальоне армии короля Франции Людовика XV. После полученного в 1745 году ранения он был списан из армии и поселился в городке Коньяк, в департаменте Шаранта. В 1794 году начались поставки коньяка Hennessy в Северную Америку.
В 1817 году принц Уэльский, будущий король Великобритании Георг IV заказал у Хеннесси «very superior old pale cognac». Сокращение V.S.O.P., использовавшееся в названии созданного Hennessy V.S.O.P., получило широкое распространение при классификации коньяков, бренди и арманьяков. В 1818 году по заказу вдовствующей императрицы Марии Фёдоровны первая партия Хеннесси была поставлена в Россию, а в 1859-м — в Китай. В 1856 году была представлена новая лицевая этикетка коньяка с маркой Jas HENNESSY & C°, использовавшей в качестве эмблемы дома — герб Хеннесси, известный как Bras Armé — рука, держащая алебарду.
В 1865 году Морис Хеннесси — правнук Ричарда — предложил классификацию коньяков, которая использует от трёх до пяти звёздочек для указания на минимальную выдержку использованных при изготовлении напитка коньячных спиртов. Классификация получила широкое распространение и в несколько изменённой форме (во многих странах звёздочки заменены литерами) при сохранении общего принципа применяется по сегодняшний день. В течение XIX века и большей части XX века дом Хеннесси производил коньяк с тремя звёздочками (позже — VS), с четырьмя (в 1817, позже — VSOP) и пятью (в 1870, позже — XO).
В 1971 году Hennessy объединился с Moët & Chandon — крупнейшим производителем шампанского, а в 1987 году они вошли в состав холдинга LVMH Moët Hennessy — Louis Vuitton, специализирующегося на производстве предметов роскоши и элитных напитков. В 1979 году был представлен новый коньяк классической гаммы — Hennesy Paradies, а в 1991 — Richard Hennesy. В 2011 году, базируясь на созданном в 1818 году для Александра I коньяке, мастер ассамбляжа Ян Фийю создал Hennesy Imperial.

## Гамма коньяков

### Классическая гамма
- Hennessy V.S. (Very Special) — создан в 1865 году Морисом Хеннесси, правнуком основателя Ричарда Хеннеси, как первый коньяк с указанием возраста в виде трёх звёзд на лицевой этикетке бутылки. В ассамбляж входит более 40 коньячных спиртов возрастом от 2 до 7 лет;
- Hennessy V.S.O.P. Privilege (Very Superior Old Pale) — создан в 1817 году по заказу будущего короля Англии Георга IV, как «a very superior old pale eau-de-vie». В ассамбляж входит более 60 коньячных спиртов возрастом от 6 до 12 лет;
- Hennessy X.O. (Extra Old) — создан в 1870 году Морисом Хеннесси для своих друзей, как первый коньяк с указанием возраста eXtra Оld cognac на лицевой этикетке бутылки. В ассамбляж входит более 100 коньячных спиртов, возрастом от 7 до 30 лет. В 1947 году для коньяка была создана специальная бутылка, украшенная орнаментом из виноградной лозы;
- Hennessy Paradis — создан в 1979 году «мастером ассамбляжа» Морисом Фийю из уникальных коньячных спиртов, отобранных ещё его дедом. В ассамбляж входит более 100 коньячных спиртов возрастом от 15 до 100 лет;
- Hennessy Richard — создан в 1996 году «мастером ассамбляжа» Яном Фийю в честь Ричарда Хеннесси. В ассамбляж входит более 100 уникальных коньячных спиртов, в том числе и произведенных из винограда сорта Фоль бланш, урожаев 1800 и 1830—1860 годов;

### Особые коньяки
- Hennessy Library — создан как напоминание об отношении семьи Хеннесси к своим коньякам, как к антикварным книгам. Относится к промежуточной категории между V.S.O.P. и X.O.; в ассамбляж входит 40 коньячных спиртов;
- Hennessy Private Reserve — создан в 1873 году «мастером ассамбляжа» Эмилем Фийю, по заказу Мориса Хеннесси, из 14-ти коньячных спиртов с «цветочным» характером;
- Hennessy Private Reserve 1865 — создан в 1865 году в ознаменование 100-летней годовщины основания Хеннесси. В ассамбляж входят 11 коньячных спиртов с «цветочным» характером. Переиздан в 2005 году;
- Hennessy Timeless — создан в 1999 году в ознаменование наступления 2000 года. В ассамбляж входят 11 уникальных коньячных спиртов XX века, урожаев 1900, 1918, 1929, 1939, 1947, 1953, 1959, 1961, 1970, 1983 и 1990 годов. Хрустальный графин выполнен известным французским дизайнером компании Baccarat Томасом Бастидом. Всего произведено 2000 пронумерованных графинов;
- Hennessy Ellipse — в ассамбляж входят семь лучших коньячных спиртов, отобранных семью поколениями Фийю — «мастерами ассамбляжа» Дома. Уникальность коньяка и в содержании алкоголя — 43,5 %, тогда как в классических коньяках Hennessy всего 40 %. Хрустальный графин выполнен также известным французским дизайнером компании Baccarat Томасом Бастидом. Всего произведено 3000 пронумерованных графинов.
- Hennessy Mathusalem — эксклюзивный коллекционный коньяк (всего 300 экземпляров) в 6-литровой бутылке, помещенной в дорожный чемодан из натуральной кожи.
- Hennessy 888 — специальный подарочный набор в честь открытия летней Олимпиады в Пекине, которое состоялось 8 августа 2008 года (8/08/08). В набор входит бутылка Hennessy XO и 2 бокала из хрусталя Baccarat.
- Hennessy 44 Limited Edition — коньяк, посвященный инаугурации 44 президента США Барака Обамы. На этикетке бутылки присутствует печать с датой инаугурации — 20 января 2009 года.[2]

## «Мастера ассамбляжа» Дома
- Жан Фийю 1800—1838
- Кристоф Фийю 1838—1859
- Эмиль Фийю 1859—1890
- Альфред Фийю 1890—1941
- Ремон Фийю 1941—1958
- Морис Фийю 1958—1991
- Янн Фийю 1991—2017
- Рино Фийю 2017 — настоящее время